# Референдумы в Израиле
В Израиле никогда не проводились референдумы, хотя Основной закон 2014 года предусматривает возможность проведения общенационального референдума или получения большинства в две трети голосов в Кнессете (80 депутатов из 120) для вступления в силу любого территориального изменения. Чтобы закон был принят в Израиле, он должен пройти три отдельных чтения.
Закон был принят в контексте мирных переговоров с Сирией, которая стремится к выводу израильских войск с Голанских высот в рамках инициативы «земля в обмен на мир». Голанские высоты были оккупированы Израилем в ходе Шестидневной войны 1967 года и аннексированы в одностороннем порядке в 1981 году. Многие израильтяне выступают против передачи Голанских высот, и несколько членов Кнессета решили, что любое предложение о выводе войск из этого района должно быть одобрено народом. Они считают, что это поможет избежать возможных внешних влияний, уловок и политических манипуляций, которые могли бы повлиять на решение. В результате был принят закон о референдуме.
В Израиле уже существует закон, который требует проведения референдума перед тем, как страна может отказаться от какой-либо территории, находящейся под её суверенитетом. Однако этот закон не вступает в силу до тех пор, пока не будет принят Основной закон, который детально описывает процедуры проведения референдума. Первоначально Кнессет принял закон, который отменял необходимость в Основном законе. Однако по решению Высокого суда закон о референдуме, который требует, чтобы территориальные уступки были одобрены на национальном референдуме, всеобщих выборах или большинством в 80 депутатов Кнессета, был официально восстановлен в качестве Основного закона.
В течение истории Израиля неоднократно высказывались идеи о проведении референдума, но ни одна из них не была реализована. В 1958 году Давид Бен-Гурион предложил референдум о введении мажоритарной избирательной системы, чтобы уменьшить влияние Национальной религиозной партии. Менахем Бегин выступил с инициативой, согласно которой 100 000 граждан могли бы потребовать вынесения предложенного закона на референдум. Также в 1970-х годах кратко обсуждалась идея проведения плебисцита по поводу будущего Западного берега.
Недавно, в 2005 году, премьер-министр Ариэль Шарон предложил план одностороннего ухода Израиля из сектора Газа. В связи с этим было предложено провести референдум. Однако израильские поселенцы в секторе Газа, которые выступали против отказа от своих поселений, попросили провести национальный референдум по этому вопросу. Шарон выступил против проведения референдума, и вместо этого закон был принят Кнессетом. Также стоит отметить, что решение Израиля о выводе своих поселений на Синае в 1980-х годах, являющееся частью египетско-израильского мирного договора, также не было вынесено на референдум.
Кроме того, 28 июля 2013 года 13 из 22 членов кабинета премьер-министра Биньямина Нетаньяху одобрили законопроект, согласно которому любой мирный договор с Палестинской администрацией, предусматривающий вывод войск с территории, должен быть вынесен на израильский референдум до вступления в силу.
12 марта 2014 года 68 сторонников приняли участие в голосовании, которое прошло без оппонентов, поскольку оппозиционные фракции отказались участвовать в этом процессе.